# Broken Machine
Broken Machine es el segundo álbum de estudio de la banda inglesa de rock alternativo Nothing But Thieves. Fue lanzado el 8 de septiembre de 2017 bajo el sello discográfico RCA y Sony Music y producido por Mike Crossey.

## Recepción
Sarah Taylor dijo en Varsity "En general, este álbum empuja más límites que el anterior. La banda se hizo un nombre con su debut, pero aquí parece que están tratando de definirse a sí mismos en mayor medida; hay más variedad en la música y el lirismo, y más política también. Joe Langridge-Brown, guitarrista y letrista junto a Mason, dijo que “todas las canciones del álbum son cosas por las que hemos pasado o de las que hemos hablado: Trump, religión, fanatismo... "y 'Live Like Animals' es un himno para los jóvenes desilusionados. Cuenta con letras como" Ponemos nuestras vidas a la venta / Recibimos nuestra verdad en el correo diario "y" Vamos a hacerlos construir un muro / Viviremos como animales". Otras pistas, como 'Broken Machine', y el 'Número 13' de la versión de lujo son más experimentales rítmicamente: son el tipo de canciones que tienes que escuchar pocas veces antes de decidir si te gustan o no. Lo hice y lo hago".

## Lista de canciones
| N.º | Título                   | Duración |  |
| 1.  | «I Was Just a Kid»       | 4:30     |  |
| 2.  | «Amsterdam»              | 4:32     |  |
| 3.  | «Sorry»                  | 3:34     |  |
| 4.  | «Broken Machine»         | 3:54     |  |
| 5.  | «Live Like Animals»      | 4:10     |  |
| 6.  | «Soda»                   | 3:56     |  |
| 7.  | «I'm Not Made by Design» | 3:52     |  |
| 8.  | «Particles»              | 3:55     |  |
| 9.  | «Get Better»             | 3:18     |  |
| 10. | «Hell, Yeah»             | 3:06     |  |
| 11. | «Afterlife»              | 4:43     |  |

Edición de lujo
| Deluxe, limited and special edition bonus tracks |                             |          |  |
| N.º                                              | Título                      | Duración |  |
| 12.                                              | «Reset Me»                  | 3:31     |  |
| 13.                                              | «Number 13»                 | 2:57     |  |
| 14.                                              | «Sorry» (acústico)          | 3:34     |  |
| 15.                                              | «Particles» (versión piano) | 3:39     |  |

Bonus track (Japón)
| Japanese edition bonus tracks |                       |          |  |
| N.º                           | Título                | Duración |  |
| 16.                           | «I Need Air (demo)»   | 3:09     |  |
| 17.                           | «Stuck On You (demo)» | 4:07     |  |

## Posicionamiento en lista
| Lista (2017)                          | Posiciones |
| ------------------------------------- | ---------- |
| Alemania (Media Control Charts)       | 67         |
| Australia (ARIA)                      | 12         |
| Austria (Ö3 Austria)                  | 54         |
| Bélgica (Ultratop flamenca)           | 29         |
| Bélgica (Ultratop valona)             | 76         |
| Canadá (Billboard Canadian Albums)    | 81         |
| Países Bajos (Album Top 100)          | 8          |
| Finlandia (Suomen Virallinen Lista)   | 48         |
| Irlanda (IRMA)                        | 41         |
| Italia (FIMI)                         | 47         |
| New Zealand Heatseekers Albums (RMNZ) | 4          |
| Polonia (ZPAV)                        | 14         |
| Escocia (Scottish Albums Chart)       | 5          |
| Suiza (Schweizer Hitparade)           | 27         |
| Reino Unido (UK Albums Chart)         | 2          |
| Estados Unidos (Billboard 200)        | 195        |
| Estados Unidos (Top Rock Albums)      | 46         |